# Llenega grisa
La llenega grisa (Hygrophorus agathosmus,  del grec hygrós, humit, phorós, portador, agathós, bo i osmé, olor), també coneguda com a mucosa flairosa i mucosa perfumada, és una espècie de bolet agarical de la família de les higroforàcies (Hygrophoraceae). N'és característica l'olor d'ametlles amargues.